# Le Guide de l'auto

Le Guide de l'auto est un livre publié annuellement au Québec, et destiné à renseigner ses lecteurs sur les avantages et inconvénients de différentes marques d'automobiles.
Créé au départ par le coureur automobile Jacques Duval, il est publié depuis 1967.

## Description
L'ouvrage présente un article sur chacune des automobiles à l'étude. Il détaille les principales qualités et défauts de l'automobile : bruit, vision, puissance, volume du coffre, etc. Également, une fiche technique accompagne l'article : prix, performances, etc.
Le guide contient quelques articles d'intérêt général : entretien, réparation, coup de cœur, matchs comparatifs etc., lesquels changent d'année en année.

## Histoire
Le premier Guide de l'auto paraît en 1967 sous la plume de Jacques Duval.
Le guide a changé de rédacteurs, d'éditeurs, et de format en cours de route. Par exemple, en 1996, les fiches sont plus détaillées que jamais, le papier est glacé, les images abondent et, surtout, toutes les images sont en couleur, sauf celles d'époque, bien entendu.
D'abord publié au cours du mois de septembre, le guide sort maintenant à la fin du mois de juillet pour l'année suivante.
En 1974, devant son succès au Québec, un éditeur anglophone tente de vendre une traduction anglaise dans le Canada anglais, sans grand succès.
En 1993, une autre tentative est faite pour percer le marché américain. Après trois ans, l'expérience est abandonnée.
De 1967 à 2004, le guide s'est vendu à plus de 1,5 million exemplaires, un exploit inégalé sur le marché canadien.
Depuis 2003, Le Guide de l'auto appartient à la compagnie LC Média Inc.
En 2004, Jacques Duval démissionne de son poste de rédacteur en chef en raison d'un litige avec le nouveau propriétaire du guide. Les principaux auteurs du guide deviennent Denis Duquet, Alain Morin et Gabriel Gélinas. 
En 2008, Marc Lachapelle rejoint l'équipe du Guide de l'auto auquel il collabore toujours. Sylvain Raymond se joint à l'équipe du Guide de l'auto qui lance son premier site web.
En 2012, les Éditions de l'Homme, premier éditeur du guide, reprennent la publication du guide de l'auto après l'avoir cédé pour un temps à Trécarré, une autre maison d'édition de Québecor.
En 2013, Jacques Duval fait son retour au Guide de l'auto.
En 2015, Sylvain Raymond devient le directeur du contenu et du développement au Guide de l'auto
En 2016, le Guide de l'auto fête ses 50 ans. Une édition Édition 50e Anniversaire est offerte pour l'occasion. Le Guide de l'auto organise également son premier Super Autoshow pour célébrer le tout. Jacques Duval prend définitivement sa retraite du Guide de l'auto
En 2024, Le Guide de l'auto 2025 est le livre le plus vendu au Québec, selon le palmarès Gaspard. 

Le 13 Août 2018, Patrick Lauzon et Jean Lemieux les 2 propriétaires du Guide de L'auto vendent le livre et le site à Québecor après avoir effectué une transformation numérique réussie, comme en témoignent les 1 500 000 visiteurs uniques qui consultent  le site web à chaque mois. 
Des auteurs comme Antoine Joubert, Guy Desjardins, Nadine Filion et Bertrand Godin ont aussi été associés au Guide de l'auto, puis l'ont quitté. L'Équipe actuelle est composée de Denis Duquet, Gabriel Gélinas, Marc Lachapelle, Jean-François Guay, Alain Morin, Michel Deslauriers, Marc-André Gauthier, Frédérick Boucher-Gaulin, Mathieu St-Pierre et Jacques Deshaies.

## Liste des Guides de l'auto
- Le Guide de l'auto, rédigé par Jacques Duval, Les Éditions de L'Homme, 1966
- Le Guide de l'auto 68, rédigé par Jacques Duval, Les Éditions de L'Homme, 1967
- Le Guide de l'auto 69, rédigé par Jacques Duval, Les Éditions de L'Homme, 1968
- Le Guide de l'auto 70, rédigé par Jacques Duval, Les Éditions de L'Homme, 1969
- Le Guide de l'auto 71, rédigé par Jacques Duval, Les Éditions de L'Homme, 1970
- Le Guide de l'auto 72, rédigé par Jacques Duval, Les Éditions La Presse, 1971
- Le Guide de l'auto 73, rédigé par Jacques Duval, Les Éditions La Presse, 1972
- Le Guide de l'auto 74, rédigé par Jacques Duval, Les Éditions La Presse, 1973
- Le Guide de l'auto 75, rédigé par Jacques Duval, Les Éditions La Presse, 1974
- Le Guide de l'auto 76, rédigé par Jacques Duval, Les Éditions La Presse, 1975
- Le Guide de l'auto 77, rédigé par Jacques Duval, Les Éditions La Presse, 1976
- Le Guide de l'auto 78, rédigé par Jacques Duval, Les Éditions La Presse, 1977
- Le Guide de l'auto 79, rédigé par Jacques Duval, Les Éditions La Presse, 1978
- Le Guide de l'auto 80, rédigé par Jacques Duval, Les Éditions La Presse, 1979
- Le Guide de l'auto 81, rédigé par Jacques Duval, Les Éditions La Presse, 1980, édition spéciale 15e Anniversaire
- Le Guide de l'auto 82, rédigé par Jacques Duval avec la collaboration de Denis Duquet, Les Éditions La Presse, 1981
- Le Guide de l'auto 83, rédigé par Jacques Duval avec la collaboration de Denis Duquet et Marc Lachapelle, Les Éditions La Presse, 1982
- Le Guide de l'auto 84, rédigé par Jacques Duval avec la collaboration de Denis Duquet et Marc Lachapelle, Les Éditions La Presse, 1983
- Le Guide de l'auto 85, rédigé par Jacques Duval avec la collaboration de Denis Duquet et Marc Lachapelle, Les Éditions La Presse, 1984
- Le Guide de l'auto 86, rédigé par Jacques Duval avec la collaboration de Denis Duquet et Marc Lachapelle, Les Éditions La Presse, 1985, édition spéciale 20e Anniversaire
- Le Guide de l'auto 87, rédigé par Denis Duquet et Marc Lachapelle, Les Éditions La Presse, 1986
- Le Guide de l'auto 88, rédigé par Denis Duquet et Marc Lachapelle, Les Éditions La Presse, 1987
- Le Guide de l'auto 89, rédigé par Denis Duquet et Marc Lachapelle, Les Éditions La Presse, 1988
- Le Guide de l'auto 90, rédigé par Denis Duquet et Marc Lachapelle, Les Éditions de L'Homme, 1989
- Le Guide de l'auto 91, rédigé par Denis Duquet et Marc Lachapelle, Les Éditions de L'Homme, 1990
- Le Guide de l'auto 92, rédigé par Denis Duquet et Marc Lachapelle, Les Éditions de L'Homme, 1991, édition spéciale 25e Anniversaire
- Le Guide de l'auto 93, rédigé par Denis Duquet et Marc Lachapelle avec la collaboration de Jacques Duval, Les Éditions de L'Homme, 1992
- Le Guide de l'auto 94, rédigé par Jacques Duval, Denis Duquet et Marc Lachapelle, Les Éditions de L'Homme, 1993
- Le Guide de l'auto 95, rédigé par Jacques Duval, Denis Duquet et Marc Lachapelle, Les Éditions de L'Homme, 1994
- Le Guide de l'auto 96, rédigé par Jacques Duval, Denis Duquet et Marc Lachapelle, Les Éditions de L'Homme, 1995
- Le Guide de l'auto 97, rédigé par Jacques Duval et Denis Duquet, Les Éditions de L'Homme, 1996, édition spéciale 30 Ans
- Le Guide de l'auto 98, rédigé par Jacques Duval et Denis Duquet, Les Éditions de L'Homme, 1997
- Le Guide de l'auto 99, rédigé par Jacques Duval et Denis Duquet, Les Éditions de L'Homme, 1998
- Le Guide de l'auto 2000, rédigé par Jacques Duval et Denis Duquet, Les Éditions de L'Homme, 1999
- Le Guide de l'auto 2001, rédigé par Jacques Duval et Denis Duquet, Les Éditions de L'Homme, 2000
- Le Guide de l'auto 2002, rédigé par Jacques Duval et Denis Duquet, Les Éditions de L'Homme, 2001, édition spéciale 35 Ans
- Le Guide de l'auto 2003, rédigé par Jacques Duval et Denis Duquet, Les Éditions de L'Homme, 2002
- Le Guide de l'auto 2004, rédigé par Jacques Duval et Denis Duquet, Les Éditions de L'Homme, 2003
- Le Guide de l'auto 2005, rédigé par Jacques Duval, Denis Duquet et Bertrand Codin, Les Éditions Trécarré, 2004
- Le Guide de l'auto 2006, rédigé par Jacques Duval, Denis Duquet, Gabriel Gélinas et Bertrand Codin, Les Éditions Trécarré, 2005
- Le Guide de l'auto 2007, rédigé par Denis Duquet et Gabriel Gélinas, Les Éditions Trécarré, 2006, édition spéciale 40 Ans
- Le Guide de l'auto 2008, rédigé par Denis Duquet et Gabriel Gélinas, Les Éditions Trécarré, 2007
- Le Guide de l'auto 2009, rédigé par Denis Duquet, Gabriel Gélinas et Marc Lachapelle, Les Éditions Trécarré, 2008
- Le Guide de l'auto 2010, rédigé par Denis Duquet, Gabriel Gélinas et Marc Lachapelle, Les Éditions Trécarré, 2009
- Le Guide de l'auto 2011, rédigé par Denis Duquet, Gabriel Gélinas et Marc Lachapelle, Les Éditions Trécarré, 2010
- Le Guide de l'auto 2012, rédigé par Denis Duquet, Gabriel Gélinas et Marc Lachapelle, Les Éditions Trécarré, 2011, édition spéciale 45 Ans
- Le Guide de l'auto 2013, rédigé par Denis Duquet, Gabriel Gélinas et Marc Lachapelle, Les Éditions de L'Homme, 2012
- Le Guide de l'auto 2014, rédigé par Jacques Duval, Denis Duquet, Gabriel Gélinas et Marc Lachapelle, Les Éditions de L'Homme, 2013
- Le Guide de l'auto 2015, rédigé par Jacques Duval, Denis Duquet, Gabriel Gélinas et Marc Lachapelle, Les Éditions de L'Homme, 2014
- Le Guide de l'auto 2016, rédigé par Jacques Duval, Denis Duquet, Gabriel Gélinas et Marc Lachapelle, Les Éditions de L'Homme, 2015, Édition 50e Anniversaire
- Le Guide de l'auto 2017, rédigé par Gabriel Gélinas, Denis Duquet, Marc Lachapelle et Daniel Melançon, Les Éditions de L'Homme, 2016
- Le Guide de l'auto 2018, rédigé par Gabriel Gélinas, Denis Duquet, Marc Lachapelle et Daniel Melançon, Les Éditions de L'Homme, 2017
- Le Guide de l'auto 2019, rédigé par Gabriel Gélinas, Marc Lachapelle, Les Éditions de L'Homme, 2018
- Le Guide de l'auto 2020‡, rédigé par Gabriel Gélinas, Antoine Joubert, Marc Lachapelle et Daniel Melançon, Les Éditions de L'Homme, 2019
- Le Guide de l'auto 2021, rédigé par Gabriel Gélinas, Antoine Joubert, Marc Lachapelle et Daniel Melançon, Les Éditions de L'Homme, 2020
- Le Guide de l'auto 2022, rédigé par Gabriel Gélinas, Antoine Joubert, Marc Lachapelle et Daniel Melançon, Les Éditions de L'Homme, 2021
- Le Guide de l'auto 2023, rédigé par Gabriel Gélinas, Antoine Joubert et Marc Lachapelle, Les Éditions de L'Homme, 2022
- Le Guide de l'auto 2024, rédigé par Gabriel Gélinas, Antoine Joubert et Marc Lachapelle, Les Éditions de L'Homme, 2023
- Le Guide de l'auto 2025, rédigé par Gabriel Gélinas, Antoine Joubert et Marc Lachapelle, Les Éditions de L'Homme, 2024